# Oskar I. Švedski

Oskar I. (šved. Oscar), punim imenom Joseph François Oscar Bernadotte) (Pariz, 4. srpnja 1799. – Stockholm, 8. srpnja 1859.), drugi švedski i norveški kralj (1844. – 1859.) iz dinastije Bernadotte. Za razliku od svog oca, imao je liberalne svjetonazore i promovirao je skandinavizam.

## Životopis

### Mladost
Rođen je u Parizu i kršten kao Joseph François Oscar Bernadotte. Roditelji su mu bili francuski maršal i kasniji švedski kralj Jean-Baptiste Bernadotte i njegova supruga, Désirée Clary. U kolovozu 1810. godine, švedski parlament je izabrao Oskarovog oca za prijestolonasljednika, jer tadašnji kralj, Karlo XIII., nije imao nasljednika.
Od Karla XIII. je dobio titulu vojvode od Södermanlanda, kojom se koristio kao drugi u nizu nasljednika švedske krune. Vrlo brzo je naučio švedski jezik. Godine 1818. Karlo XIII. je umro, što je Oskarovog oca učinilo švedskim kraljem Karlom XIV. Ivanom i norveškim kraljem Karlom III. Ivanom. Novi prijestolonasljednik Oskar je dva puta služio kao potkralj Norveške u ime svoga oca.

### Brak
Dana 22. svibnja 1823. oženio se princezom Jozefinom od Leuchtenberga, unukom francuske carice (Napoleonove supruge) Joséphine. S njom je imao četiri sina i jednu kćer: budućeg kralja Karla XV., princa Gustava, vojvodu od Upplanda, budućeg kralja Oskara II., princezu Eugeniju od Švedske i princa Augusta, vojvodu od Dalarne. Imao je i troje izvanbračne djece s dvije ljubavnice.

### Vladavina
Oskarov liberalizam dovodio ga je u sukobe s ocem. Međutim, očevom smrću 8. ožujka 1844. godine liberalni princ je postao oprezan i umjeren kralj koji nije odobravao radikalne reforme. Odobrio je slobodu tiska i donio prvi od zakona o jednakosti spolova u Švedskoj odlučivši da će sinovi i kćeri imati jednaka prava nasljeđivanja imovine ako nema oporuke. Također je radio na unapređivanju jednakosti svojih kraljevina, Norveške i Švedske.
Godine 1848. podupirao je Kraljevinu Dansku u ratu s Kraljevinom Pruskom u ratu za vojvodstva Schleswig i Holstein. Ostao je neutralan u Krimskom ratu (1853. – 1856.) zbog straha da bi Rusija mogla oteti dio švedske obale. Nakon Krimskog rata napustio je politiku oslanjanja na Rusiju i okrenuo se zapadnim silama.
Nakon smrti 1859. godine, naslijedio ga je sin Karlo XV. Švedski.

## Vanjske poveznice
- Oskar I. Hrvatska enciklopedija
- Oskar I., kralj Švedske i Norveške Britannica

| Prethodnik Karlo XIV. Ivan (1818.-1844.) | švedski i norveški kralj (1844. – 1859.) | Nasljednik Karlo XV. (1859.-1872.) |